# Josef Hölzl (Pharmazeut)
Josef Hölzl (* 12. November 1929 in Freising; † Juli 2013) war ein deutscher Pharmazeut und Hochschullehrer.

## Leben
Hölzl studierte Pharmazie an der Ludwig-Maximilians-Universität München, wo er 1959 im Arbeitskreis von Ludwig Hörhammer am Institut für Pharmazeutische Arzneimittellehre über das Thema Zur Analytik der Inositphosphatide des Rinderhirns promovierte. Am Institut für Pharmazeutische Biologie war er von 1965 bis 1978 Akademischer Direktor. Er habilitierte sich 1975 an der Fakultät für Chemie und Pharmazie der Ludwig-Maximilians-Universität. Einem Ruf an das Institut für Pharmazeutische Biologie der Philipps-Universität Marburg folgte er 1978. Hölzl wurde 1995 emeritiert. Er starb im Juli 2013 im Alter von 83 Jahren.

## Wissenschaftliches Werk
Hölzl arbeitete auf dem Gebiete der Isolierung, Strukturaufklärung und biologischen in-vitro-Testung von Naturstoffen mit Wirkung auf das Zentralnervensystem, Herz und Blutkreislauf.

## Veröffentlichungen (Auswahl)
- Rudolf Hänsel, Josef Hölzl: Lehrbuch der pharmazeutischen Biologie. Ein Lehrbuch für Studenten der Pharmazie im zweiten Ausbildungsabschnitt. Springer-Verlag, Berlin, Heidelberg, New York 1996, ISBN 978-3-642-64628-7 (eingeschränkte Vorschau in der Google-Buchsuche).
- Josef Hölzl: Inhaltsstoffe von Ginkgo biloba. In: Pharmazie in unserer Zeit. Band 21, Nr. 5, 1992, S. 215–223, doi:10.1002/pauz.19920210508.
- Britta Schumacher, Silke Scholle, Josef Hölzl, Nasser Khudeir, Sonja Hess, Christa E. Müller: Lignans Isolated from Valerian: Identification and Characterization of a New Olivil Derivative with Partial Agonistic Activity at A 1 Adenosine Receptors. In: Journal of Natural Products. Band 65, Nr. 10, 2002, S. 1479–1485, doi:10.1021/np010464q.
- Bernhard Hoffmann, Josef Hölzl: Chalcone glucosides from Bidens pilosa. In: Phytochemistry. Band 28, 1989, S. 247–249, doi:10.1016/0031-9422(89)85049-6.
- Steffi Sattler, Ulrich Schaefer, Werner Schneider, Josef Hoelzl, Claus-Michael Lehr: Binding, Uptake, and Transport of Hypericin by Caco-2 Cell Monolayers. In: Journal of Pharmaceutical Sciences. Band 86, Nr. 10, 1997, S. 1120–1126, doi:10.1021/js970004a.
- Bernhard Hoffmann, Josef Hölzl: New Chalcones from Bidens pilosa. In: Planta Medica. Band 54, Nr. 01, 1988, S. 52–54, doi:10.1055/s-2006-962335.